# A nagy rohanás
A nagy rohanás – trzeci album studyjny zespołu Pál Utcai Fiúk, wydany w roku 1992 na płycie kompaktowej i kasecie magnetofonowej. W 2000 roku ukazało się wznowienie z serii "...ez volt a XX...".

## Lista utworów
1. „	Első Dal” (Gábor Leskovics) - 3:33
2. „Amikor Átszakad A Gát” (Gábor Leskovics/György Turjánszki) – 4:08
3. „Egyenesen Át” (Gábor Leskovics) – 6:16
4. „Mint Egy Angyal” (Gábor Leskovics/Ernő Papp)  – 3:58
5. „Nagy Rohanás” (Tibor Firningel/Gábor Leskovics) – 3:11
6. „Hajsza” (Gábor Leskovics) ;– 3:21
7. „Visszafordulnék” (Tibor Firningel/Gábor Leskovics) – 3:22
8. „A Világ Közepén” ((Gábor Leskovics/György Turjánszki)  – 4:21
9. „A Nagy Rohanás II” (Tibor Firningel/Gábor Leskovics/Ernő Papp/György Turjánszki/Tibor Zelenák) – 6:24
10. „Honvágy” (Gábor Leskovics/Ernő Papp/György Turjánszki) – 4:00

## Twórcy
- György Turjánszki – gitara basowa, perkusja, syntezator, śpiew
- Tibor Zelenák – perkusja
- Ernő Papp – gitara, śpiew
- Béla Gyenes – saksofon
- Anikó Potondi - śpiew
- Gábor Leskovics - gitara, śpiew, harmonijka ustna

Gościnnie
- Gyula Papp - organy
- László Dudás - pianino

realizacja
- Péter Rozgonyi - Miks i realizacja[1][2][3][4]